# ジョビれば?
『ジョビれば!?』は、1999年10月16日（15日深夜）から2000年3月25日（24日深夜）までフジテレビで毎週土曜 1:30 - 2:00（金曜深夜、日本標準時）に放送されたバラエティ番組である。ジョビジョバの冠番組。

## 概要
主に、コントと企画が中心。ジョビジョバとYURIMARIがメインとなり、「これがきっかけになり、○○が生まれた」といった、架空会議のコントや、毎週リハーサル室で一夜を過ごし、寝起きで答えを答えるクイズ企画、寝起きでお題に挑戦する企画があった。
フジテレビとイーストの共同制作の番組で、エンディングでaikoのカブトムシが使われていた。

## 出演者
- ジョビジョバ
- YURIMARI
- 清水麻依子

## スタッフ
- 技術：ニユーテレス、FLT
- 編集：ザ・チューブ、IMAGICA
- 美術：フジアール
- ディレクター：明松功　ほか
- 演出：上川伸廣
- プロデューサー：徳光芳文　ほか
- 制作：フジテレビ、イースト